# Cerapus rivulus
Cerapus rivulus — вид бокоплавів родини Ischyroceridae. Описаний у 2023 році.

## Поширення
Ендемік Таїланду. Поширений у Сіамській затоці. Виявлений у Бангкокській затоці в естуарії річки Меклонг.

## Опис
Основними ідентифікаційними характеристиками цього виду бокоплавів є переоніти 1 і 2 без перетяжок; проподус самця у поперечній долоні з довгим заднім визначальним зубцем і добре розвиненим передньодистальним загнутим зубом, що прилягає до зчленування проподуса; переопод 6 тазиків без тонких бахромкових щетинок вентрально, основа з щетинками по задньому краю; і тельсон з глибокою щілиною.